# 아산 나들목
아산 나들목(Asan IC)은 충청남도 아산시 염치읍 염성리, 쌍죽리에 설치된 당진청주고속도로의 5번 교차로(나들목)이다. 계획 당시 가칭은 '서아산 나들목'이었다.

## 역사
- 2016년 2월 22일 : 2022년까지 나들목 신설을 위해 아산시 도시계획시설 교통광장에 염치읍 염성리와 쌍죽리 일원을 서아산 나들목으로 고시[1]
- 2023년 9월 20일 : 나들목 개통과 함께 아산 나들목으로 영업 개시[2]

## 구조물 정보
- 위치: 충청남도 아산시 염치읍 염성리, 쌍죽리
- 영업소: 충청남도 아산시 염치읍 아산청주고속도로 2

## 접속하는 도로
- 국도 제39호선 (아산로)